# Elección presidencial de Israel de 2014
La elección presidencial de Israel de 2014 fue llevada a cabo de forma indirecta el 10 de junio de 2014. Los 120 miembros de la Knesset votaron por mayoría absoluta del total de los miembros al nuevo presidente de Israel por un mandato único (sin posibilidad de reelección) de 7 años.
Reuven Rivlin, presidente de la knesset hasta ese momento, resultó elegido presidente en segunda vuelta contra el ex-multi ministro Meir Sheetrit. Se presentaron además la en ese momento presidente interina de Israel, Dalia Itzik, la exministra de la Corte Suprema de Israel Dalia Dorner y el Premio Nobel de Química Dan Shechtman.
El presidente de Israel tiene fundamentalmente tareas formales y protocolares. Ostenta el título de Jefe del Sanedrín, el ente judicial y legislativo supremo del pueblo judío en la Tierra de Israel. Es el jefe de Estado del país, representa la unidad del país, del Estado y del pueblo por arriba de las diferencias partidarias. Por esto, en general las personas que han sido elegidas tuvieron gran recorrido en la política del país o del pueblo de Israel.

## Resultado
|  | 37.6 % |

|  | 54.3 % |

|  | 26.5 % |

|  | 45.7 % |

|  | 23.9 % |

|  | 11.1 % |

|  | 0.9 % |

|  | 97.5 % |

|  | 96.6 % |

|  | 1.6 % |

|  | 2.5 % |

|  | 100 % |

|  | 100 % |

|  | 99.2 % |

|  | 99.2 % |